# 紐波特 (印地安納州)
紐波特（英語：Newport）是一個位於美國印地安納州弗米利恩縣的市鎮。根據2020年美國人口普查，該地人口為416人，而該地的面積約為2.26平方千米。同時該地也是弗米利恩縣的縣治。

## 地理
紐波特的座標為39°53′06″N 87°24′23″W / 39.88500°N 87.40639°W，而該地的平均海拔高度為161米（即528英尺）。